# Список равнин Словакии
Равнины Словакии — относительно небольшие, но важные с географической и экономической точки зрения низменные территории, расположенные в основном в южной и юго-восточной частях страны. В отличие от преобладающего горного рельефа Словакии, равнины представляют собой преимущественно плоские или слабо холмистые области, занимающие около одной пятой территории государства. Они являются частью более обширных Паннонской и Восточноевропейской равнин.

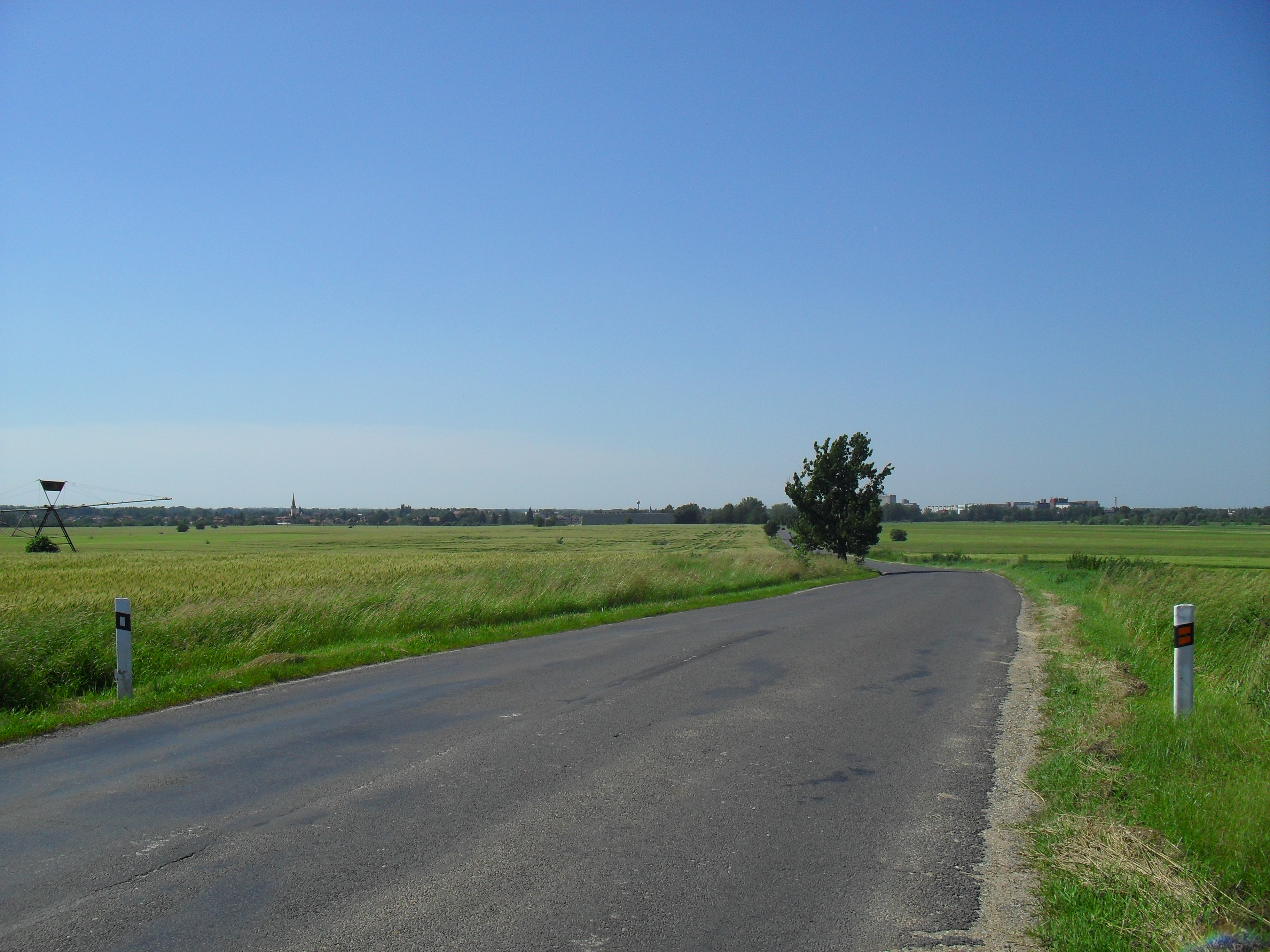
Дунайская равнина возле Гурбаново

## Основные равнины

#### Дунайская низменность(словац.Podunajská nížina)
Дунайская низменность — крупнейшая равнина Словакии, расположенная на юго-западе страны, вдоль реки Дунай. Является частью большой Паннонской низменности, охватывающей территорию нескольких стран Центральной Европы.
- Располагается между Малыми Карпатами на севере и рекой Дунай на юге.
- Климатические условия тёплые умеренно-континентальные, с малым количеством осадков.
- Почвы преимущественно плодородные чернозёмы и аллювиальные отложения.
- В экономическом плане регион широко используется для сельского хозяйства (зерновые, сахарная свёкла, виноград, овощи), а также промышленности и транспорта. Здесь расположена столица страны — Братислава[3][4].

#### Восточнословацкая низменность (словац.Východoslovenská nížina)
Восточнословацкая низменность находится в юго-восточной части Словакии и является частью Восточноевропейской равнины.
- Располагается между Карпатами на севере и границей с Венгрией и Украиной на юге и востоке.
- Особенностями рельефа являются плоская или слегка волнистая поверхность, местами заболоченная.
- Гидрография включает реки Латорица, Уж, Ондава и другие водоёмы.
- Почвы аллювиальные, глеевые и чернозёмные.
- Экономически развито земледелие (пшеница, кукуруза, картофель), животноводство, а также добыча нефти и природного газа. Крупнейший город региона — Кошице[5][6][7].

### Значение для страны
Равнины Словакии играют важную роль в экономике страны, обеспечивая значительную часть сельскохозяйственной продукции. Также они являются важными транспортными коридорами, соединяющими Словакию с Венгрией, Австрией и Украиной.